# Nagori Malela
Nagori Malela is een bestuurslaag in het regentschap Simalungun van de provincie Noord-Sumatra, Indonesië. Nagori Malela telt 1739 inwoners (volkstelling 2010).